# Rigmor

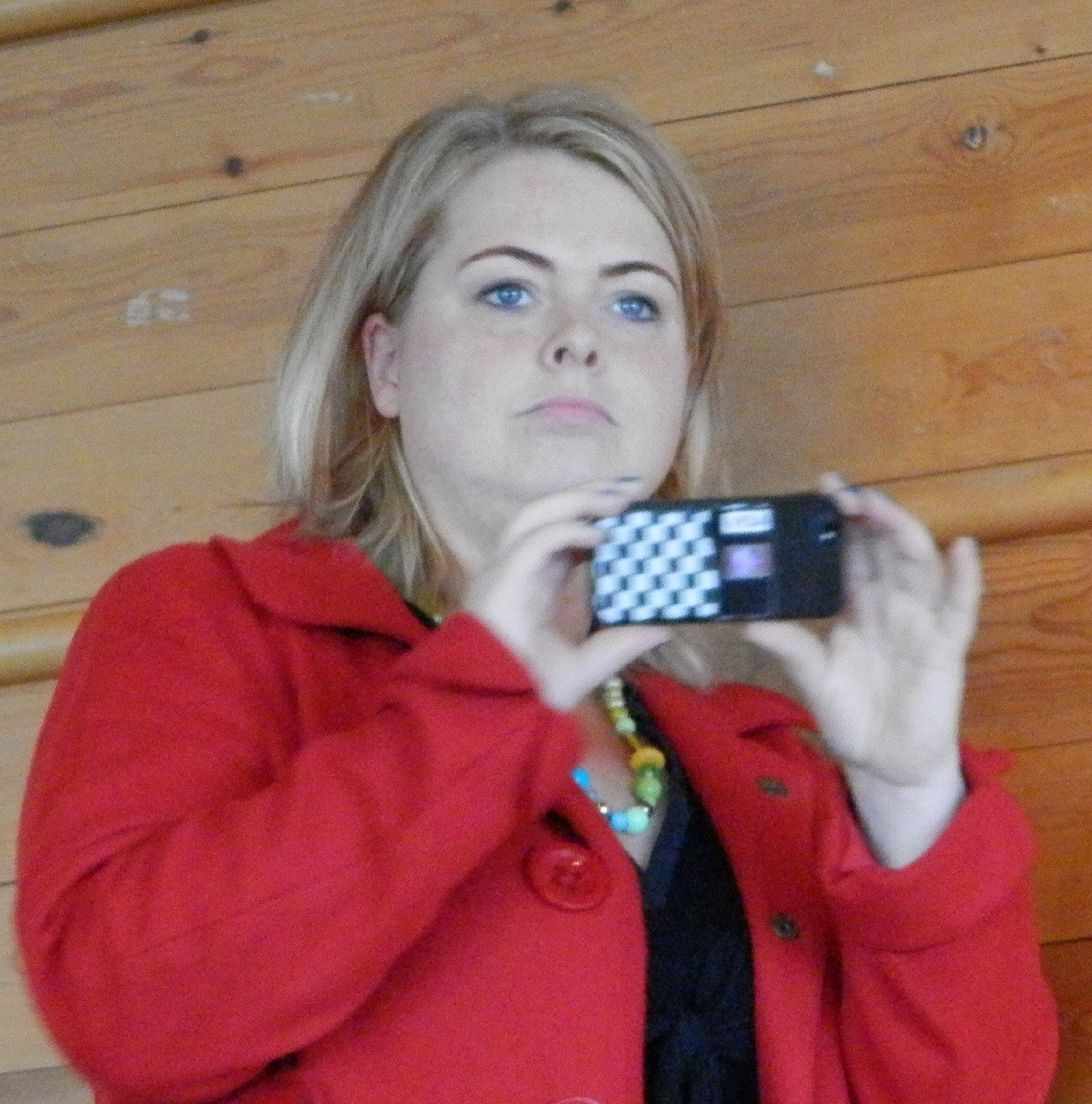
Rigmor Dam, 2014.

Rigmor är ett kvinnonamn med danskt, och längre tillbaka tyskt, ursprung. 
Bildat av de fornhögtyska orddelarna Rik - mäktig och mod - sinne, eller möjligtvis mår - mö. 
Namnet var relativt vanligt kring mitten av 1900-talet, men sedan 1990 har endast några enstaka flickor varje år fått namnet som andranamn och ingen som tilltalsnamn.
Den 31 december 2012 fanns det totalt 3 916 personer i Sverige med namnet Rigmor, varav 2 053 med det som förstanamn/tilltalsnamn.
År 2003 fick 5 flickor namnet, men ingen fick det som tilltalsnamn.
Namnsdag: i Sverige 27 september, (sedan 1993, 1986-1992 7 februari), delas med Dagmar. I den finlandssvenska namnsdagslängden har Rigmor namnsdag 8 februari sedan starten 1929, då en egen namnsdagskalender togs i bruk för finlandssvenskar.

## Personer med namnet Rigmor
- Rigmor Aasrud, norsk politiker
- Rigmor Dam, färöisk lärare, informationsrådgivare och politiker
- Rigmor Grönjord, svensk textilkonstnär och målare
- Rigmor Gustafsson, svensk sångerska
- Rigmor Robèrt, svensk läkare, psykoterapeut, författare och föreläsare
- Rigmor Stenmark, svensk politiker, tidigare Eklund, Ahlstedt, född Andersson